# НХЛ в сезоне 1966/1967

## События
- 3 сентября 1966 года. Бобби Орр подписал свой первый контракт в НХЛ с «Бостон Брюинз» — два года на общую сумму в 150 000 долларов плюс премиальные. Этот контракт стал самым большим на тот день в истории лиги.
- 19 октября 1966 года. Горди Хоу из «Детройта» сыграл первый матч в своем 21 сезоне в НХЛ, что стало новым рекордом НХЛ. До этого по 20 сезонов в лиге провели Дит Клэппер и Билл Гэдсби.
- 23 октября 1966 года. Новичок «Бостона» Бобби Орр забросил свою первую шайбу в карьере поразив ворота ветерана из «Монреаля» Гампа Уорсли щелчком с 15 метров. «Брюинз» потерпели поражение в том матче 2:3.
- 4 марта 1967 года. Терри Савчук стал первым голкипером в истории лиги зафиксировавшим 100 «шут-аутов». Это произошло в матче «Торонто» — «Чикаго» 3:0
- 18 марта 1967 года. Бобби Халл из Чикаго стал первым хоккеистом в истории НХЛ забросившим по 50 и более шайб в двух сезонах подряд. Халл забил свой 50-й гол в чемпионате 1966-67 гг в мачте «Торонто» — «Чикаго» 9:5

## Регулярный сезон

### Обзор
Сезон, в котором в последний раз играли лишь шесть команд, завершился победой «Чикаго Блэкхокс», которых на протяжении 40 лет преследовало «проклятие Малдуна» (который при увольнии из «Чикаго» в конце 20-х заявил, что клуб никогда не займет первое место в НХЛ при его жизни).
«Блэкхокс», в составе которых снова блистал Бобби Халл, в третий раз в карьере покоривший рубеж в 50 голов, оторвались от «Монреаля», занявшего второе место, на 17 очков. Другая «звезда» Чикаго Стэн Микита повторил рекорд Халла годичной давности, набрав 97 очков и в итоге стал обладателем Харт Трофи.
Приятный сюрприз преподнесли «Рейнджерс», которые после последнего места в 1966 году, сумели пробиться в плей-офф. Ведущими игроками в «Нью-Йорке» были Род Жильбер, Фил Гойе, голкипер Эд Джакомэн и Бум Бум Жефррион, которого генеральный менеджер «Рейнджерс» Эмили Фрэнсис убедил вернуться в большой хоккей.
В розыгрыше Кубка Стэнли неожиданную победу одержали «Торонто Мэйпл Лифз» со своим большим количеством ветеранов и внедрением «капканов» в защитные схемы.
Перед началом сезона НХЛ подписало контракт с телевизионной компанией «Колумбия Бродкастин Систем» на $3.5 миллиона долларов, получив права на трансляцию одного матча в неделю.

### Турнирная таблица
| # | Команда            | Игр | В  | Н  | П  | ШЗ  | ШП  | Очки |
| - | ------------------ | --- | -- | -- | -- | --- | --- | ---- |
| 1 | Чикаго Блэкхокс    | 70  | 41 | 12 | 17 | 264 | 170 | 94   |
| 2 | Монреаль Канадиенс | 70  | 32 | 13 | 25 | 202 | 188 | 77   |
| 3 | Торонто Мэйпл Лифс | 70  | 32 | 11 | 27 | 204 | 211 | 75   |
| 4 | Нью-Йорк Рейнджерс | 70  | 30 | 12 | 28 | 188 | 189 | 72   |
| 5 | Детройт Рэд Уингз  | 70  | 27 | 4  | 39 | 212 | 241 | 58   |
| 6 | Бостон Брюинз      | 70  | 17 | 10 | 43 | 182 | 253 | 44   |

## Плей-офф

### Обзор
«Торонто Мэйпл Лифз» не находились в числе претендентов на победу в Кубке Стэнли 1967 года — уж слишком много ветеранов было в составе команды. Средний возраст игроков составлял 31 год. За клуб играли 42-летний голкипер Джони Бауэр и 41-летний защитник Аллан Стэнли. Кроме них еще было семь хоккеистов старше 35 лет и в сумме 12 игроков старше 30 лет.
Однако борясь на протяжении всех 60 минут игры и начав одними из первых применять «капканы» в средней зоне, «кленовые листья» в четвертый раз за последние шесть лет завоевали почетный трофей. К разочарованию поклонников команды, эта победа «Торонто» в Кубке Стэнли является последней на сегодняшний день.
В финальной серии 1967 года «Мэйпл Лифз» взяли реванш у «Монреаля» за поражение в полуфинале 1966 года, обыграв «Канадиэнс» в шести матчах.
Конн Смайт Трофи и титул лучшего игрока плей-оффа достался одному из немногих «молодых» игроков «Торонто» — 27-летнему Дэйву Кеону.

### ½ финала
| - 6 апреля. Чикаго — Торонто 5:2 - 9 апреля. Чикаго — Торонто 1:3 - 11 апреля. Торонто — Чикаго 3:1 - 13 апреля. Торонто — Чикаго 3:4 - 15 апреля. Чикаго — Торонто 2:4 - 18 апреля. Торонто — Чикаго 3:1 Итог серии: Чикаго — Торонто 2-4 | - 6 апреля. Монреаль — НЙ Рейнджерс 6:4 - 8 апреля. Монреаль — НЙ Рейнджерс 3:1 - 11 апреля. НЙ Рейнджерс — Монреаль 2:3 - 13 апреля. НЙ Рейнджерс — Монреаль 1:2 ОТ Итог серии: Монреаль — НЙ Рейнджерс 4-0 |

### Финал
- 20 апреля. Монреаль — Торонто 6:2
- 22 апреля. Монреаль — Торонто 0:3
- 25 апреля. Торонто — Монреаль 3:2 2ОТ
- 27 апреля. Торонто — Монреаль 2:6
- 29 апреля. Монреаль — Торонто 1:4
- 2 мая. Торонто — Монреаль 3:1

Итог серии: Монреаль — Торонто 2-4

## Статистика
По итогам регулярного чемпионата
- Очки

1. Стэн Микита (Чикаго) — 97

- Голы

1. Бобби Халл (Чикаго) — 52

- Передачи

1. Стэн Микита (Чикаго) — 62

- Штраф

1. Джон Фергусон (Монреаль) — 177

## Индивидуальные призы
| Приз                                                            | Победители                                   |
| --------------------------------------------------------------- | -------------------------------------------- |
| Харт Трофи (лучшему игроку сезона)                              | Стэн Микита (Чикаго)                         |
| Везина Трофи (лучшему вратарю)                                  | Глен Холл и Денис ДеЖорди (Чикаго)           |
| Джэймс Норрис Трофи (лучшему защитнику)                         | Хэрри Хоуэлл (НЙ Рейнджерс)                  |
| Лэди Бинг Трофи (за джентльменскую игру)                        | Стэн Микита (Чикаго)                         |
| Калдер Мемориал Трофи (лучшему новичку)                         | Бобби Орр (Бостон)                           |
| Арт Росс Трофи (лучшему бомбардиру)                             | Стэн Микита (Чикаго)                         |
| Конн Смайт Трофи (лучшему игроку плей-оффа)                     | Дэйв Кеон (Торонто)                          |
| Лестер Патрик Трофи (за выдающийся вклад развития хоккея в США) | Горди Хоу, Чарлз Адам, Джэймс Норрис-старший |